# SŽ serija 362
SŽ 362 je serija enosistemskih šestosnih električnih lokomotiv Slovenskih železnic, narejenih v italijanski tovarni Ansaldo iz Genove, kjer so jih naredili na osnovi italijanskih lokomotiv E636 in E645. Obratovale so na ozemlju Slovenije in Hrvaške. Ker so sestavljene iz dveh polovic, ki ju povezuje "harmonika" (podobno kot pri zglobnih avtobusih), se je zanje uveljavil vzdevek Meh (tudi Mehovka in Meharca). Pred tem so nosile vzdevek pershing po ameriških balističnih raketah MGM-31 Pershing, najverjetneje zaradi podobnega hrupa.

## Zgodovina
Lokomotivo so zasnovali v Italiji na podlagi serij FS E636 in FS E646. Med letoma 1962 in 1967 je v Jugoslavijo prišlo 40 lokomotiv, ki so spadale v podserijo 362-0xx in so vozile po Sloveniji in Hrvaški (odsek Zagreb–Reka, ki je takrat bil elektrificiran na enosmerno napetost 3 kV). V letih 1968 in 1969 je bilo dostavljenih še 10 nekoliko izboljšanih lokomotiv, ki jim je bila dodeljena podserija 362-1xx.
Po razpadu Jugoslavije je Sloveniji pripadlo 18 teh lokomotiv. Do leta 2005 so vlekle potniške in tovorne vlake po vseh slovenskih elektrificiranih progah. Takrat so kot zamenjavo zanje začele prihajati lokomotive serije 541, serijo 362 pa so zaradi zastarelosti in dotrajanosti pričeli postopoma izločati iz prometa. Med drugim so imele velike težave z dotrajano izolacijo kablov, ki je vpijala vlago, zaradi tega je pa prihajalo do prebojev. Celo tik pred poslovilno vožnjo je prišlo do preboja in so zaradi tega vožnjo komaj opravili. Dve lokomotivi (SŽ 362-029 in SŽ 362-031) so leta 2008 prodali zasebnemu prevozniku na Češko (od koder sta verjetno bili prodani naprej na Poljsko), ostale pa so izločili do 14. julija 2009, ko je bila tudi poslovilna vožnja. SŽ 362-027 je prevzel Železniški muzej Slovenskih železnic, nato pa so jo, med drugim zaradi kraj bakrenih delov, prepeljali v Ilirsko Bistrico, kjer zdaj zanjo skrbi tamkajšnje društvo. Poleg te lokomotive je ohranjena še SŽ 362-037, ki je pa v kar slaben stanju v že prej omenjenem muzeju. V načrtu je bilo sicer, da bi jo obnovili in postavili na postajo v Celju, vendar iz tega ni bilo nič. Ti lokomotivi sta edini, ki sta še ohranjeni, vse druge so razrezali.
Hrvaška, kjer se je uveljavil vzdevek žutka, je ob osamosvojitvi prejela 32 teh lokomotiv, med njimi vse podserije 362-1xx. Lokomotive, ki so jih preštevilčili v serijo HŽ 1061, so zaradi postopne reelektrifikacije s 3 kV DC na 25 kV 50 Hz postopoma umikali iz prometa, nazadnje so vozile le še po območju Primorsko-goranske županije (progi Zagreb–Reka in Reka–Šapjane), kjer je bila reelektrifikacija izvedena nazadnje. Dve lokomotivi sta bili predelani na hrvaško standardno napetost 25 kV 50 Hz (in preštevilčeni v serijo 462, kasneje v HŽ 1161 z nadimkom samantha). Zaradi dragega vzdrževanja so nadaljnjo predelavo prekinili in obe že umaknili iz prometa. Vse lokomotive serije 362 oziroma 1061 so bile iz prometa izločene decembra 2012.
Na Hrvaškem so leta 2004 v tovarni TŽV Gredelj po naročilu italijanskega prevoznika FNM modernizirali tri lokomotive, od katerih sta bili dve podserije 0xx, ena pa 1xx. Modernizirane lokomotive so potem odpeljali v Italijo, kjer so dobile oznako E660, vendar niso nikoli začele voziti v rednem prometu, saj se je na poskusnih vožnjah pokazala njihova nezanesljivost in zastarelost, kljub modernizaciji. Tako so dolgo stale in propadale, vmes so bile že ponujene na prodajo, a neuspešno. Njihova zgodba se je zaključila aprila 2023, ko so vse tri lokomotive kasirali.

## Lastnosti
Lokomotive serije 362 so vsebovale 6 uporovno krmiljenih elektromotorjev. Imele so tri možne vezave motorjev, in sicer serijsko (vsi motorji so bili vezani zaporedno), serijsko-paralelno (2x po trije motorji v zaporedni vezavi so bili vezani vzporedno) in paralelno (motorji so bili vezani zaporedno, 3x po dva zaporedno vezana motorja skupaj). S preklapljanjem med vezavami se je povečevala električna napetost na motorjih, ki je bila najnižja v serijski vezavi in najvišja v paralelni, tako se je z zviševanjem napetosti povečevala hitrost. Med menjavanjem vezav pa je bilo potrebno izločati upore, ki so omejevali električni tok, ki je prihajal v motorje, saj ima samo navitje elektromotorjev zelo nizko upornost, zato bi brez uporov ob speljevanju čez njih stekel prevelik tok, ki bi poškodoval navitja elektromotorjev in sam tokokrog lokomotive.  Hitreje, kot so se elektromotorji vrteli, več toka so potrebovali, zato je bilo potrebno upore postopoma izločati. To je strojevodja počel z ročico, ki je hkrati služila tudi menjavi vezav. S to ročico se je obračal poseben valj s krmilnimi kontakti, ki so krmili kontaktorje za izločanje uporov. V zadnji stopnji vsake vezave je bil celoten reostat izločen, tako da je tok tekel neposredno skozi motorje. Dogajalo se je tudi, da je strojevodja prehitro izločil preveč uporov, zaradi česar je kolo zdrsnilo, pri čemer se je kdaj zgodilo, da je motor "pobegnil", kar pomeni, da se je začel na mestu nekontrolirano vrteti z zelo veliko hitrostjo, kar ga je uničilo. Ker je za razliko od "sodobnic" (seriji 342 in 363) imela serija 362, kot že prej omenjeno, tri možne vezave motorjev, je bila enostavnejša za regulacijo in je bilo tako preprosteje vzdrževati hitrost tudi na strmejših vzponih. Zaradi svoje gibljive konstrucije je kljub šestim osem lažje vozila skozi ovinke in povzročala manjšo obrabo proge kot na primer novejša serija 363. Doživela je tudi več predelav, med drugim so na vse lokomotive namestili klime, odstranili pomožne kompresorje, saj je podobno, kot serija 361 tudi vsaka lokomotiva serije 362 imela enega. Zamenjali so tudi škarjaste odjemnike toka z novejšimim tipom odjemnikov, podobnimi, kot so nameščeni na lokomotivah serije 363, saj se je tak tip odjemnika izkazal za bolj zanesljivega od starejsega škarjastega tipa. Pri tem so naleteli tudi na nekaj težav, saj je bila konstrukcija strehe prešibka, zato so jo morali ojačati. Ta tip odjemnikov je trenutno najbolj razširjen po svetu, in je tudi nameščen na vseh serijah lokomotiv in garnitur v Sloveniji, ki še vozijo, razen na SŽ-310, ki še vedno uporablja škarjasti tip.  Na določenih lokomotivah so dodali tudi italijansko varnostno napravo in napise v italijanščini zaradi interoperabilnosti z Italijo, ki pa ni dolgo trajala. Kljub temu lokomotive zaradi utesnjene in neudobne kabine, hrupa, slabega vzmetenja, ter pogostih okvar v zadnjih letih delovanja niso bile priljubljene med strojevodji.
Lokomotive serije 362 so sicer nekoč veljale za zanesljive lokomotive enostavne konstrukcije, zaradi česar so okvare na njih bile redke in popravila na njih so bila enostavna, v kar nekaj primerih jih je lahko že strojevodja popravil vsaj do te mere, da jih je lahko umaknil z odprte proge. Žal so jih po zadnjih revizijah, ki so potekale okoli leta 2001, začeli postopno zanemarjati. Čez nekaj let so namreč prišle lokomotive serije 541, zato ni bilo več potrebe po njih. Za rezervne dele so pogosto uporabljali že napol izrabljene dele, pobrane z lokomotiv, ki so čakale na kasacijo. Velike težave so imele tudi z izolacijo kablov, kj je bila že zelo stara ter dotrajana in je vpijala vlago, zaradi česar je prihajalo do prebojev. Tako so v zadnjih letih svojega obratovanja postale glede zanesljivosti pravo nasprotje tega, kar so včasih bile. V načrtu so sicer imeli, da po poteku na novo opravijo revizijo na še nekaj lokomotivah, pri čemer bi jim do konca odstranili ves azbest in jih prebarvali na rdečo barvo, podobno kot so to storili pri seriji 342. Vendar do tega ni nikoli prišlo, med drugim zaradi že prej omenjenih težav, ter zaradi prihoda lokomotiv serije 541.